# Ryan Hardy
Pour les articles homonymes, voir Hardy.
Ryan Hardy est un bodyboardeur australien originaire de Margaret River. Il participe à l'IBA World Tour 2011, au cours duquel il remporte l'épreuve appelée The Box.